# Intelligenta nätverkstjänster
Intelligenta nätverkstjänster, IN-tjänster, bygger på en centraliserad serviceoberoende nätverksarkitektur för både fasta och mobila telekommunikationsnätverk. Med serviceoberoende menas att intelligensen i nätverket plockas bort från switchar och dylikt och istället placeras i de datornoder som finns i nätverket. Detta gör det möjligt för nätverksoperatören att mer effektivt utveckla och kontrollera tjänsterna. Nya kapaciteter kan snabbt introduceras i nätverket och skräddarsys sedan lätt för att möta en kunds individuella behov.
IN bygger på signaleringsprotokollet SS7 och är en standard för signalering mellan telefonstationer i telefonnätet som gör det möjligt för tjänster som vidarekoppling och nummerpresentation att fungera.
IN-konceptet, arkitekturen och protokollen utvecklades ursprungligen som standarder av ITU-T (standardization committee of the International Telecommunication Union). Målet med IN var att förbättra grundutbudet av tjänster i de traditionella telekommunikationsnätverken.
Motsatsen till ett intelligent nätverk är ett ointelligent (”stupid”) nät där intelligensen placeras hos användarna istället för i datornoderna och nätet bara förmedlar trafiken. Internet är ett exempel på ett nätverk som utvecklats på detta sätt och många Internetförespråkare anser att denna typ av nätverk är den bästa.